# Hermann Friedrich Teichmeyer
Hermann Friedrich Teichmeyer, né le 30 avril 1685 à Hann. Münden et mort le 5 février 1746 à Iéna, est un médecin allemand

## Biographie
Après avoir fait ses humanités dans sa ville natale, il va suivre les cours de l'Université de Leipzig où il eut pour maître Augustus Quirinus Rivinus.
Beau-père d'Albrecht von Haller, il est nommé professeur successivement de physique expérimentale en 1717, de médecine en 1719 et de botanique en 1727 à l'université d'Iéna. Pionnier de la médecine légale, il tient pour la première fois une conférence sur l'autopsie en 1724 et est l'auteur d'un des premiers manuels sur ce sujet.

## Publications
- Institutiones medicinae legalis vel forensis, 1723Réédité sous le titre Hermann Friedrich Teichmeyers Anweisung zur gerichtlichen Arzneygelahrheit : worinnen die vornehmsten Materien so theils im bürgerlichen Leben vorfallen theils bey Gerichten und Schöppenstühlen … abgehandelt werden en 1752

## Sources
- (de) Cet article est partiellement ou en totalité issu de l’article de Wikipédia en allemand intitulé « Hermann Friedrich Teichmeyer » (voir la liste des auteurs).